# Nu.Clear (EP)
Nu.Clear é o quarto EP (quinto no geral) do grupo feminino sul-coreano, CLC. O álbum estava previsto para ser lançado digitalmente e fisicamente em 30 de maio de 2016 pela Cube Entertainment, mas a venda de cópias físicas do álbum foi mudada para 3 de junho de 2016 devido a mudanças nos arranjos das músicas. O álbum contém seis músicas, com a membro Jang Yeeun participando na escrita do rap em três das músicas.
O nome "Nu.Clear" representa as palavras "New" e "Clear" (que é retirado do nome do CLC, CrystaL Clear). Significa a transformação musical do CLC como um grupo completo de 7 membros, com Kwon Eunbin, ex-participante do Produce 101, finalmente se juntando a elas nas promoções do grupo.

## Antecedentes e lançamento
Em 23 de maio, a Cube Entertainment começou a lançar teasers individuais e em grupo para o quarto mini-álbum do CLC, Nu.Clear, que estava programado para ser lançado em 30 de maio. A partir das imagens divulgadas, o CLC mostrava um conceito original e divertido com o uso de cores neon extravagantes, destacando a imagem de "sly-dol". Em 26 de maio, o CLC postou vídeos das integrantes do I.O.I e Jeon Soyeon (que eram ex-participantes do Produce 101 junto de Eunbin) mostrando apoio para o retorno do CLC e a estreia oficial de Kwon Eunbin.
O videoclipe de "No Oh Oh" foi lançado em 30 de maio. O videoclipe enfatiza cores vivas, assim como o visual das integrantes mostrando uma imagem astuta com várias expressões. Os membros também podem ser vistos posando em fundos coloridos, destacando seus personagens de frutas. As integrantes também podem ser vistas posando em fundos coloridos, destacando seus "personagens de frutas". Seunghee com maçã verde, Yujin com morango, Seungyeon com laranja, Sorn com melancia, Yeeun com tomate, Elkie com cereja e por fim, Eunbin com limão.
A coreografia de dança para a performance de "No Oh Oh" foi coreografada por Jun Hongbok e Bae Yoonjung, da Yama&Hotchick. Bae Yoonjung foi o mentor de Kwon Eunbin no Produce 101.

## Composição
O single principal do álbum, "No Oh Oh", foi produzido pelos compositores de sucesso: Shinsadong Tiger e Beom & Nang. "No Oh Oh" foi feita de simples códigos menores e sons cheios de reviravoltas com um refrão fortemente rico e viciante. Tem uma melodia pop única reforçada pela vocalista principal, Oh Seunghee. As letras retratam a sensação de uma garota tímida se apaixonando.
As músicas "What Planet Are You From?" e "One, Two, Three" estão no gênero de dança new jack swing. "Day by Day" tem um ritmo de country, que expressa o sentimento tímido de uma garota se apaixonar. "Dear My Friend" é uma música pop de ritmo médio harmonizada com sons de violão e sintetizador, enviando mensagens calorosas e agradecidas aos amigos. "It's Too Late" é uma balada, com elementos de rock, sobre a história de uma garota que envia uma mensagem para seu amado dizendo que ela não se importa mais com ele.

## Promoções
Um showcase para o álbum foi realizada em 30 de maio no Lottecard Arts Center. O grupo tocou a música "High Heels" do álbum anterior, Refresh, e também tocou suas novas músicas "No Oh Oh" e "One, Two, Three". O grupo também fez sua primeira apresentação em um programa musical no 189º episódio do Show Champion, se apresentando com "No Oh Oh" e "One, Two, Three".
Em 17 de junho, a integrante Eunbin não pôde participar de um evento de fansign e anunciou que estaria suspendendo temporariamente suas promoções do grupo devido a problemas de saúde. Ela voltou as atividades do grupo em 22 de junho, depois de se recuperar. O grupo encerrou suas promoções em 8 de julho, com a última apresentação no Music Bank.

## Lista de músicas
| N.º            | Título                                         | Letras                                                  | Música                          | Arranjo                         | Duração |  |
| 1.             | "What Planet Are You From?" (어느 별에서 왔니) | Son Youngjin, Jo Sungho, Jang Yeeun (rap)               | Son Youngjin, Jo Sungho         | Son Youngjin, Jo Sungho         | 3:10    |  |
| 2.             | "No Oh Oh" (아니야)                            | Shinsadong Tiger, Beom & Nang, Jang Yeeun (sem crédito) | Shinsadong Tiger, Beom & Nang   | Shinsadong Tiger                | 3:43    |  |
| 3.             | "One, Two, Three" (하나, 둘, 셋)               | Seo EBum, Lee Sangchul, BPM                             | Seo EBum, Lee Sangchul, BPM     | Seo EBum, Lee Sangchul, BPM     | 3:36    |  |
| 4.             | "Day By Day"                                   | Big Sancho, Son Youngjin, Ferdy, Jang Yeeun (rap)       | Big Sancho, Son Youngjin, Ferdy | Big Sancho, Son Youngjin, Ferdy | 3:50    |  |
| 5.             | "Dear My Friend"                               | Jo Sungho, Ferdy                                        | Jo Sungho, Ferdy                | Jo Sungho, Ferdy                | 3:26    |  |
| 6.             | "It's Too Late" (진작에)                       | Ferdy, Jang Yeeun (rap)                                 | Ferdy                           | Ferdy                           | 3:32    |  |
| Duração total: | Duração total:                                 | Duração total:                                          | Duração total:                  | Duração total:                  | 21:17   |  |

## Histórico de lançamento
| País          | Data               | Formato          | Gravadora                        |
| ------------- | ------------------ | ---------------- | -------------------------------- |
| Vários        | 30 de maio de 2016 | Download digital | Cube Entertainment, CJ E&M Music |
| Coreia do Sul | 30 de maio de 2016 | Download digital | Cube Entertainment, CJ E&M Music |
| Coreia do Sul | 3 de junho de 2016 | CD               | Cube Entertainment, CJ E&M Music |